# ماكاي
ماكاي هي مدينة، تتبع Mackay Region ‏، هي عاصمة Mackay Region ‏، بلغ عدد سكانها 3٬659 "2016 Census QuickStats: Mackay". مؤرشف من الأصل في 2017-08-27. نسمة، في 2016.

## المناخ
يظهر الجدول التالي التغييرات المناخية على مدار السنة لماكاي:
| البيانات المناخية لـماكاي         | البيانات المناخية لـماكاي | البيانات المناخية لـماكاي | البيانات المناخية لـماكاي | البيانات المناخية لـماكاي | البيانات المناخية لـماكاي | البيانات المناخية لـماكاي | البيانات المناخية لـماكاي | البيانات المناخية لـماكاي | البيانات المناخية لـماكاي | البيانات المناخية لـماكاي | البيانات المناخية لـماكاي | البيانات المناخية لـماكاي | البيانات المناخية لـماكاي |
| الشهر                             | يناير                     | فبراير                    | مارس                      | أبريل                     | مايو                      | يونيو                     | يوليو                     | أغسطس                     | سبتمبر                    | أكتوبر                    | نوفمبر                    | ديسمبر                    | المعدل السنوي             |
| --------------------------------- | ------------------------- | ------------------------- | ------------------------- | ------------------------- | ------------------------- | ------------------------- | ------------------------- | ------------------------- | ------------------------- | ------------------------- | ------------------------- | ------------------------- | ------------------------- |
| الدرجة القصوى °م (°ف)             | 36.9 (98.4)               | 37.3 (99.1)               | 34.1 (93.4)               | 32.9 (91.2)               | 31.4 (88.5)               | 32.0 (89.6)               | 28.9 (84.0)               | 32.1 (89.8)               | 35.4 (95.7)               | 38.5 (101.3)              | 39.7 (103.5)              | 38.2 (100.8)              | 39.7 (103.5)              |
| متوسط درجة الحرارة الكبرى °م (°ف) | 30.1 (86.2)               | 30.0 (86.0)               | 29.2 (84.6)               | 27.6 (81.7)               | 25.1 (77.2)               | 23.0 (73.4)               | 22.5 (72.5)               | 23.6 (74.5)               | 25.7 (78.3)               | 28.2 (82.8)               | 29.4 (84.9)               | 30.6 (87.1)               | 27.1 (80.8)               |
| متوسط درجة الحرارة الصغرى °م (°ف) | 22.9 (73.2)               | 23.2 (73.8)               | 22.0 (71.6)               | 19.3 (66.7)               | 15.4 (59.7)               | 12.6 (54.7)               | 11.1 (52.0)               | 11.9 (53.4)               | 14.6 (58.3)               | 18.2 (64.8)               | 20.4 (68.7)               | 22.2 (72.0)               | 17.8 (64.0)               |
| أدنى درجة حرارة °م (°ف)           | 16.5 (61.7)               | 18.0 (64.4)               | 14.2 (57.6)               | 7.8 (46.0)                | 3.8 (38.8)                | 1.7 (35.1)                | −0.4 (31.3)               | 2.0 (35.6)                | 4.7 (40.5)                | 9.5 (49.1)                | 12.8 (55.0)               | 15.6 (60.1)               | −0.4 (31.3)               |
| معدل هطول الأمطار مم (إنش)        | 317.1 (12.48)             | 371.2 (14.61)             | 240.0 (9.45)              | 170.4 (6.71)              | 92.2 (3.63)               | 63.2 (2.49)               | 35.7 (1.41)               | 35.8 (1.41)               | 26.7 (1.05)               | 35.2 (1.39)               | 81.1 (3.19)               | 138.3 (5.44)              | 1٬606٫9 (63.26)           |
| متوسط الأيام الممطرة (≥ 0.2mm)    | 16.6                      | 17.7                      | 16.7                      | 14.6                      | 11.9                      | 10.0                      | 7.7                       | 6.8                       | 5.3                       | 6.2                       | 8.5                       | 10.9                      | 132.9                     |
| المصدر: Bureau of Meteorology     |                           |                           |                           |                           |                           |                           |                           |                           |                           |                           |                           |                           |                           |

## أعلام
- إد كيسي
- ريكس باترسون
- نيكول برات
- جودي أناستا
- ميك غوردون
- رام شاندرا
- كورتني أتكينسون
- يان وود
- ساندي برونديلو